# راینهارد رادر
راینهارد رادر (انگلیسی: Reinhard Roder؛ زادهٔ ۶ ژوئیهٔ ۱۹۴۱) بازیکن فوتبال اهل آلمان است.
از باشگاه‌هایی که در آن بازی کرده‌است می‌توان به باشگاه فوتبال بایر ۰۴ لورکوزن و باشگاه فوتبال کلن اشاره کرد.